# Macaca leucogenys
El macaco de mejillas blancas (Macaca leucogenys) es una especie de primate catarrino de la familia Cercopithecidae.

## Distribución geográfica y hábitat
Es endémica de los bosques del sudeste del Tíbet. Su rango altitudinal oscila entre 1395 y 2700 m s. n. m..